# 無名戰士墓 (阿靈頓)

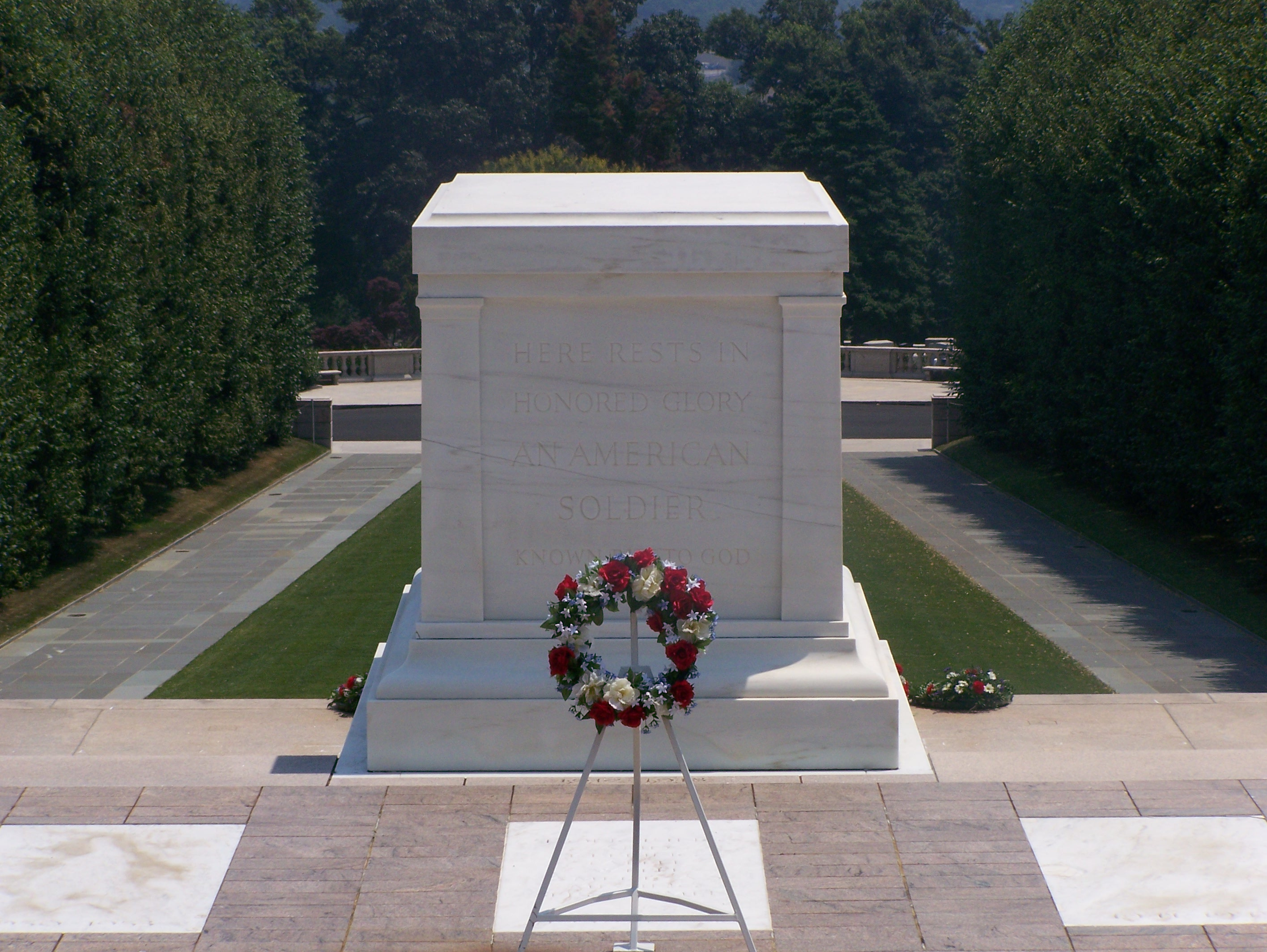
无名战士墓

无名战士墓是一座位于美国弗吉尼亚州阿灵顿国家公墓历史悠久的战争纪念无名战士墓，专门纪念已故的尚未确定身份的美国军人。该墓没有正式指定的名字。

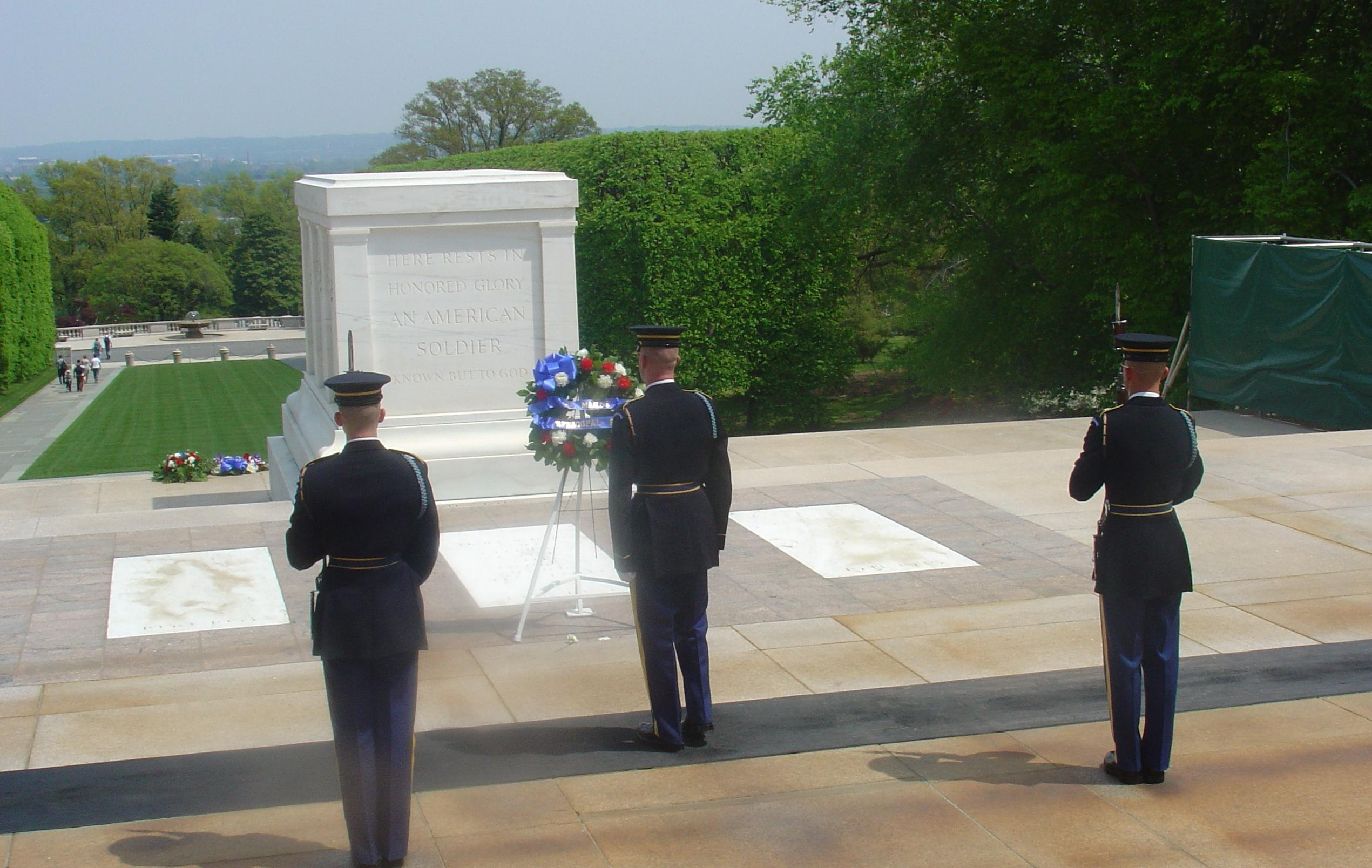
换岗仪式

最初无名战士墓安葬战死在一次世界大战中身分不明的士兵，后来扩及至二战、韩战、越战等为国捐躯的无名英雄。这里最知名的是守墓卫兵交接仪式。